# Final Fantasy VIII
Final Fantasy VIII (ファイナルファンタジーVIII?, Fainaru Fantajī Eito) è un videogioco di ruolo alla giapponese prodotto da Square (ora Square Enix) nel 1999 per PlayStation. Ottavo titolo principale della serie di Final Fantasy, è stato il primo a essere tradotto in italiano. Ambientato in un mondo fantasy e fantascientifico senza nome, il gioco segue le vicende di un gruppo di mercenari, guidati da Squall Leonhart, impegnati in un conflitto scoppiato a causa della strega Edea. Durante la sua avventura, Squall dovrà affrontare le sue paure di diventare un leader e si infatuerà di una delle sue compagne di squadra, Rinoa Heartilly.
Lo sviluppo del gioco è iniziato nel 1997, durante la localizzazione inglese di Final Fantasy VII. Il gioco porta con sé le innovazioni introdotte dal capitolo precedente della serie, inclusi l'utilizzo della grafica 3D e di sfondi pre-renderizzati, ma si discosta anche da alcuni elementi caratteristici della serie. È il primo Final Fantasy a mostrare personaggi realisticamente proporzionati, a utilizzare una canzone come tema principale e ad abbandonare l'uso di "Punti Magia" (MP) per l'utilizzo delle magie.
Nel 2000 è stato pubblicato un porting per PC, mentre nel 2013 è stata ripubblicata la versione per Microsoft Windows sulla piattaforma digitale Steam (nel 2014 in Giappone). Dal 24 settembre 2009 è possibile scaricare Final Fantasy VIII per PlayStation 3 e PlayStation Portable tramite PlayStation Network. Durante l'E3 del 10 giugno 2019 ne viene annunciato il remastered, in multipiattaforma, in uscita il 3 settembre dello stesso anno.

## Trama

### Ambientazione
Final Fantasy VIII ha luogo in un universo dall'impronta realistica, con un'atmosfera fantasy inglobata in un mondo dalle tinte spiccatamente europee, prendendo in prestito elementi che spaziano dall'Antica Grecia alla città di Parigi. Gli sviluppatori, per creare le ambientazioni di gioco, si sono ispirati ad ambientazioni europee (un esempio è l'Arco di Trionfo di Parigi, e durante il gioco si vedrà la scritta "RISTORANTE", rimasta in italiano anche nella versione giapponese). È stato abbandonato lo stile super-deformed del precedente capitolo in favore di un approccio più realistico nella resa dei personaggi, scelta figlia anche del precedente successo di Square Parasite Eve
Il pianeta è costituito da cinque continenti principali. Esthar, a est, racchiude la maggior parte delle terre emerse orientali. Galbadia, il secondo continente più grande, si trova a occidente e contiene gran parte delle ambientazioni del gioco. La regione più settentrionale è Trabia, un continente artico. Al centro della mappa è possibile trovare Balamb, la regione più piccola nota per l'omonimo Garden che vi risiede, nonché luogo in cui ha inizio il gioco. Il resto delle terre emerse, nel meridione del mondo, è costituito da un arcipelago di terre aride e desolate, devastate in passato dal "Pianto Lunare" (evento in cui i mostri che si trovano sulla Luna precipitano sul pianeta). Il resto delle aree esplorabili dal giocatore è costituito da piccole isole e altre strutture marittime.

### Storia
L'introduzione mostra Squall Leonhart e Seifer Almasy, studenti del Garden di Balamb (accademia militare che addestra un gruppo mercenario elitario di nome SeeD), scontrarsi in un duello di Gunblade a scopo di allenamento. Contemporaneamente, l'esercito di Galbadia (nazione militarista del continente occidentale) invade il piccolo Stato della Repubblica di Dollet con l'intento d'impadronirsi della sua Torre di Trasmissione. Sfruttando lo scontro tra le due forze in causa come esame, il Garden di Balamb, sotto la supervisione di Quistis Trepe e altri insegnanti, invierà Squall e gli altri candidati Seed (tra cui Zell Dincht, Selphie Tilmitt e lo stesso Seifer) in missione contro Galbadia. Ad esame concluso, nonostante le intemperanze di Seifer (che gli costeranno il diploma), Squall diviene un Seed a tutti gli effetti: e sarà proprio durante il ballo organizzato in onore dei nuovi cadetti che il protagonista incontrerà per la prima volta Rinoa Heartilly, membro del gruppo di resistenza I Gufi del Bosco della città di Timber. A capo della squadra composta da Zell e Selphie, Squall si ritroverà a dover supportare proprio la suddetta fazione, entrando nuovamente in conflitto con il dispotico Stato galbadiano per garantire il raggiungimento dell'indipendenza della città. Gli eventi che si susseguiranno, uniti ai misteriosi sogni (condivisi dall'intero gruppo, o quasi) aventi il soldato galbadiano Laguna Loire come protagonista, porteranno ad un drastico mutamento delle priorità della missione dei Seed, ora incaricati dell'assassinio della Strega Edea, figura centrale nella dittatura di Galbadia. A questo scopo si unirà a loro Irvine Kinneas, studente del Garden di Galbadia ed esperto cecchino.
Dopo aver fallito l'attentato alla strega ed essere stati imprigionati (scoprendo tra l'altro il tradimento di Seifer in favore della stessa Edea) i Seed evadono dalla Prigione Distretto D solo per scoprire di un imminente duplice attacco missilistico nei confronti dei Garden di Balamb e Trabia. Dividendosi in due gruppi (uno capitanato da Squall, l'altro da Selphie), i protagonisti riescono ad evitare solo l'annientamento del primo Garden (sedando tra l'altro la guerra interna scoppiata tra gli studenti e gli insegnanti fedeli al preside Cid Kramer con quelli del supremo Norg) rivelando così la vera natura del Garden: un'enorme fortezza mobile, utilizzabile come mezzo di trasporto. Ancora incapaci di controllare la sua direzione, i Seed e tutto l'equipaggio del Garden finiranno per incagliarsi a Fisherman Horizon (un tempo stazione ferroviaria posta in mezzo al mare, ora una piccola città stato indipendente e dall'atteggiamento neutrale nei confronti del mondo) dove si ricongiungeranno con il gruppo di Selphie.
Divenuti finalmente in grado di manovrare il Garden, i Seed si recano a Trabia, dove in una lunga sequenza di flashback scoprono di essere stati tutti, ad eccezione di Rinoa e comprendendo invece Seifer, bambini nell'orfanotrofio della Madre, misteriosa figura che si rivelerà essere nient'altri che la strega Edea Kramer. Il gruppo realizzerà che la perdita di questi ricordi è dovuta all'eccessivo utilizzo dei Guardian Force. Nonostante le rivelazioni destabilizzanti, i Seed proseguono la loro missione gettandosi in una cruenta battaglia contro il Garden di Galbadia (comandato da Edea e Seifer) guidati da Squall, eletto comandante dal preside Cid. Dopo la battaglia, un'ulteriore verità viene alla luce: Edea non ha mai agito di propria volontà, ma assecondando quella di Artemisia, potente strega proveniente da un lontano futuro il cui intento ultimo è scatenare la compressione temporale. Avendo abbandonato il corpo di Edea, Artemisia s'impadronisce di quello di Rinoa, portando in questo modo la ragazza ad uno stato di coma.
Con l'intento di risvegliarla, Squall parte alla volta di Esthar assieme ai suoi compagni alla ricerca di Ellione, la ragazza con il potere di inviare le persone indietro nel tempo (è proprio il suo potere, simulato attraverso un macchinario creato dal Dottor Odine, che permette ad Artemisia di manifestarsi nel passato, ed è sempre Ellione la causa dei sogni su Laguna). Ad Esthar i Seed scopriranno che Ellione si trova nella stazione lunare per volere del Presidente del paese (nient'altri che Laguna in persona). Nel frattempo Seifer, ora solo al comando dell'intera Galbadia, riesuma la Lunatic Pandora, antica arma di distruzione esthariana concepita dalla strega Adele per provocare artificialmente il Pianto Lunare (che consiste nella caduta dei mostri, abitanti della Luna, sulla Terra).
Dopo varie peripezie nello spazio, il risveglio di Rinoa (divenuta una strega dopo che il suo corpo è stato posseduto da Artemisia) e il fortuito recupero dell'astronave Lagunarock, Squall e compagni si preparano finalmente al fatidico scontro con Artemisia: provocando volontariamente la Compressione Temporale grazie al potere di Ellione, infatti, i Seed riescono a giungere nel tempo della strega (per via della stessa natura della Compressione, in cui tutte le epoche si sovrappongono). Dopo l'ultimo combattimento Artemisia cederà i propri poteri ad una giovane Edea Kramer (generando uno dei paradossi chiave della trama del gioco) sotto gli occhi attoniti di Squall, che rivedrà anche se stesso da bambino e menzionerà alla Madre i Seed e il Garden, prima ancora che lei li avesse istituiti. Facendo leva sui suoi ricordi e sentimenti che lo legano a Rinoa e i suoi amici Squall riuscirà infine a ritornare nella sua epoca, avendo finalmente raggiunto una nuova serenità.

## Modalità di gioco
Final Fantasy VIII riprende lo stile tipico dei suoi predecessori, con il mondo di gioco suddiviso principalmente in tre modalità: la world map, la field map e le schermate di battaglia. La world map è rappresentata da un ambiente 3D in cui il giocatore può muoversi liberamente esplorando una versione in miniatura del mondo di gioco. Il giocatore può muoversi lungo la world map a piedi e attraverso vari mezzi di locomozione, come Chocobo, automobili, treni e aeronavi. La field map consiste invece in sfondi 2D pre-renderizzati che rappresentano ambienti come città o foreste e sopra ai quali si sovrappongono i modelli 3D dei personaggi in movimento. Le schermate di battaglia presentano dei modelli 3D di luoghi come strade o stanze, in cui hanno luogo dei combattimenti a turni contro i nemici controllati dalla CPU e nei quali ritorna il sistema di ATB (Active Time Battle) per la gestione dei turni in battaglia. 
I "guil" (la moneta di gioco presente nei vari Final Fantasy) vengono gestiti, per la prima volta nella storia della serie, al di fuori del combattimento tramite uno stipendio: una volta che Squall sarà diventato SeeD, il giocatore riceverà periodicamente un compenso relativo al suo rango, che potrà aumentare o diminuire in base al comportamento complessivo adottato durante il gioco oppure superando un apposito test. Oltre al ritorno dei Chocobo abbiamo anche l'introduzione del Chocobo World, un relativo mini-gioco collegato all'addestramento del "kochocobo", un pulcino di Chocobo, chiamato "Boko", col quale è possibile ottenere determinati oggetti da utilizzare nel gioco principale. Il giocatore può interagire con il Chocobo World direttamente, nella versione PC del gioco, oppure tramite una PocketStation, nel caso della versione per PlayStation. All'interno del gioco principale è inoltre presente un mini-gioco di carte collezionabili chiamato "Triple Triad".
Così come accadeva in Final Fantasy VII, i personaggi hanno a disposizione abilità uniche dette "Limit Break", che possono variare da potenti attacchi ad abilità di supporto. A differenza del precedente capitolo, dove esse avevano una barra propria che si riempiva subendo dei danni, in Final Fantasy VIII le Limit Break diventano disponibili solo quando il personaggio possiede un basso numero di punti ferita (HP). L'utilizzo della magia Aura permette di avere maggiori possibilità di utilizzare le Limit Break a prescindere dagli HP a disposizione, mentre altre alterazioni di status possono impedire l'utilizzo di queste ultime. Final Fantasy VIII introduce anche degli elementi interattivi all'interno delle Limit Break, durante le quali sarà possibile compiere azioni specifiche o inserire determinati comandi al momento opportuno. Completando con successo queste sequenze interattive sarà possibile incrementare il potere delle Limit Break.
In Final Fantasy VIII, l'aumento di esperienza del personaggio avviene in modo particolare rispetto ai capitoli precedenti della serie. Il sistema di base risulta inalterato, potendo accumulare Punti Esperienza (EXP) sconfiggendo i nemici per salire di livello ed aumentare le proprie statistiche di base. Tuttavia, mentre nei capitoli precedenti la curva d'esperienza era dinamicamente rapportata al livello stesso del personaggio (ad esempio: arrivare al livello 2 richiede 200 punti, arrivare al livello 3 richiede 400 punti, e così via), in Final Fantasy VIII i personaggi salgono di livello ogni volta che accumulano 1000 punti esperienza. Il livello dei nemici varia in base al livello medio dei personaggi, mentre in molti JRPG il livello dei nemici rimane fissato. Tale sistema permette al giocatore di raggiungere il livello massimo fin dalle primissime fasi di gioco o di concludere il gioco a un livello molto basso, dal momento che alcune combinazioni di junction garantiscono dei benefici ben più significativi rispetto all'aumento del livello dei personaggi. Final Fantasy VIII è anche il primo esponente della serie a garantire il guadagno di punti esperienza anche dopo la fuga da una battaglia.
Oltre a guadagnare Punti Esperienza, i Guardian Force possono anche accumulare Punti Abilità (AP) dopo ogni battaglia. Gli AP ottenuti permettono ai GF di imparare determinate abilità, le quali diventano attive per ogni membro della squadra una volta completato l'apprendimento. Le abilità apprendibili grazie all'allenamento dei GF garantiscono benefici per le proprie statistiche nonché la possibilità di raffinare le carte in oggetti, accedere a negozi speciali in ogni momento e utilizzare abilità speciali in battaglia.

### Junction
La novità principale del sistema di combattimento è rappresentata dall'introduzione del cosiddetto sistema di "Junction", basato su alcune creature dette "Guardian Force" (GF) che il giocatore può invocare in battaglia. Ogni personaggio può essere associato ad un Guardian Force, entrando in junction con esso, per compiere azioni diversi dal semplice attacco fisico con la propria arma, come l'utilizzo di magie, l'invocazione del suddetto GF e l'utilizzo di oggetti. A differenza dei precedenti capitoli della serie, in cui le magie potevano essere utilizzate consumando dei Punti Magia (MP) a disposizione del personaggio, in Final Fantasy VIII questi ultimi sono stati abbandonati in favore di una gestione delle magie simile a quella degli oggetti consumabili. Le magie si comportano come quantità accumulabili, e possono essere assimilate dai nemici o da "Fonti Energetiche" sparse nei vari ambienti di gioco oppure possono essere ottenute "raffinando" le carte di gioco tramite una particolare abilità. Le magie vengono quindi accumulate dal personaggio che le ha assimilate (fino a 100 quantità della stessa magia e fino a 32 diverse magie assimilabili per personaggio) e sono consumate una alla volta quando utilizzate. Così come con i Guardian Force, i personaggi possono effettuare il junction anche con tali magie, equipaggiandole ad alcune delle proprie statistiche (a seconda dei GF con cui si sono legati) per ottenere benefici di vario tipo. Il sistema di junction funge anche da sostituto al classico sistema di equipaggiamento di armature e accessori, dal momento che la modifica delle statistiche dei personaggi qui avviene attraverso il legame con i Guardian Force. A differenza dei capitoli precedenti, inoltre, dove il giocatore doveva entrare in possesso di armi sempre migliori da equipaggiare ai propri personaggi, in Final Fantasy VIII ogni personaggio ha a disposizione una propria arma caratteristica, che può essere potenziata per alterarne l'aspetto, la potenza e la Limit Break.

### Triple Triad
Il "Triple Triad" è un mini-gioco di carte collezionabili. In Final Fantasy VIII si potranno collezionare vari tipi di carte, che possono raffigurare i vari nemici del gioco, i Guardian Force e i personaggi principali del gioco. Le carte possono essere ottenute come ricompensa sconfiggendo i nemici in battaglia, usando l'abilità "Transcard" o vincendole in partita con un altro NPC. Su ogni lato di ciascuna carta è presente un numero, che può andare da 1 ad 9, oppure la lettera "A", che corrisponde al valore massimo. Il gioco si svolge su una griglia composta da nove quadrati. Ogni giocatore nel proprio turno posiziona sulla griglia di gioco una tra le carte della propria mano, scelta all'inizio della partita. Quando due carte avversarie entrano in contatto tra di loro su uno dei quattro lati, le due carte entrano in battaglia. Se il valore che la propria carta riporta su tale lato risulta maggiore di quello della carta avversaria, il giocatore entra in possesso di quest'ultima, che cambierà colore. Alla fine della partita, il giocatore con più carte del proprio colore sul terreno di gioco si aggiudica la vittoria. Tramite l'abilità "Transcard", ottenibile facendola apprendere ad uno dei vari Guardian Force, il giocatore ha la possibilità di raffinare le carte da gioco in rari oggetti consumabili altrimenti difficilmente accessibili.
La maggior parte degli avvenimenti del gioco si svolgono in un pianeta simile alla Terra composto da cinque terre emerse suddivise idealmente in altrettanti continenti. Esthar, a oriente, è la regione più vasta e include la maggior parte delle ambientazioni del gioco; ospita la nazione tecnologicamente più avanzata, precedentemente potenza mondiale sotto il controllo della Strega Adele e adesso isolata dal resto del mondo. Galbadia, a occidente, è il secondo continente più grande del gioco e costituisce la principale potenza militare del mondo. La regione più a nord è Trabia, un continente antartico scarsamente popolato. Al centro della mappa si trova Balamb, il continente più piccolo nonché l'isola che ospita l'omonimo Garden in cui il gioco ha inizio. A sud della mappa, invece, troviamo il desolato arcipelago di Centra, precedentemente devastato dal "Pianto lunare" (un evento in cui i mostri provenienti dalla luna precipitano sul pianeta) e ora ridotto a un brandello di terre aride e rocciose sparse nell'oceano meridionale. Altri luoghi esplorabili nel mondo di gioco includono isole e altre località marine. Un ruolo centrale è attribuito alla Luna del pianeta, visivamente simile al satellite della Terra, essendo il luogo d'origine dei mostri presenti nell'universo di Final Fantasy VIII.

## Personaggi
Final Fantasy VIII mette il giocatore al controllo di sei protagonisti: Squall Leonhart, protagonista primario del gioco, è un ragazzo solitario che concentra l'attenzione sul suo lavoro per evitare di mostrare la sua fragilità; Rinoa Heartilly, co-protagonista del gioco, una ragazza molto diretta e passionale che segue sempre il proprio cuore; Quistis Trepe, un'insegnante dal temperamento serio e paziente; Zell Dincht, un esperto di arti marziali molto energetico e con una grande passione per i panini; Selphie Tilmitt, una ragazza allegra con la passione per i treni che piloterà l'aeronave Ragnarok; Irvine Kinneas un tiratore scelto e un casanova. Tutti i protagonisti, ad eccezione di Rinoa, sono membri dei "SeeD", una forza militare d'élite stanziata in complessi futuristici detti Garden. Altri personaggi giocabili includono: Laguna Loire, Kiros Seagill e Ward Zabac, i quali compaiono in sequenze di gioco che fungono da flashback per la storia; il cadetto di "SeeD" Seifer Almasy e la strega Edea Kramer, temporanei antagonisti della storia. L'antagonista principale del gioco è Artemisia, una strega proveniente dal futuro con l'intenzione di creare una "Compressione Temporale".

## Guardian Force
I Guardian Force, abbreviati come G.F., sono entità di grande potenza e uno dei principali pilastri del gioco. Queste potenti creature sono manifestazioni di energia dotate di una propria volontà. Il dottor Odine le ha studiate meticolosamente, arrivando a inventare il sistema Junction, che consente di legare tali entità a un essere vivente. Grazie a questo legame, l'individuo acquisisce poteri straordinari, diventando pressoché sovrumano. Nel gioco, i G.F. determinano la crescita delle statistiche, le affinità elementali e di status, oltre alle singole abilità che ogni personaggio può utilizzare. Quando un Guardian Force è connesso a un essere umano tramite il Junction, la mente della persona si fonde con essa, ottenendone il pieno controllo; la creatura, tuttavia, può manifestare la propria forma fisica solo per un breve periodo e unicamente su volontà dell'ospite. Un G.F. in Junction conferisce all'utilizzatore una forza sovrumana, potenziandone sia le capacità fisiche che mentali. 
Tuttavia, esistono G.F. che, pur offrendo il proprio potere agli umani, agiscono di propria iniziativa o dimorano autonomamente in qualche parte del pianeta, altri possono essere evocato solo tramite determinati oggetti, in altri casi essi si rinchiudono in degli oggetti per riposare. Nonostante i loro benefici, i G.F. presentano un effetto collaterale significativo: l'uso prolungato causa una progressiva perdita della memoria a lungo termine, poiché traggono energia dalla stessa area del cervello dedicata all'elaborazione dei ricordi. Per questo motivo, l'impiego dei G.F. è spesso criticato e generalmente vietato in quasi tutti gli ambienti, ad eccezione del Garden di Balamb. Qui, infatti, se ne incoraggia l'uso, pur mettendo in guardia gli studenti sui rischi degli effetti collaterali. Si deduce che sia stato lo stesso preside Cid a permetterne l'utilizzo, con l'intento di preparare i Seed per le battaglie future.

## Sviluppo
Lo sviluppo di Final Fantasy VIII è iniziato nel 1997, durante la localizzazione in lingua inglese di Final Fantasy VII. Così come era accaduto con gran parte della produzione di Final Fantasy VII, il creatore della serie Hironobu Sakaguchi ha partecipato al progetto come produttore esecutivo, lavorando principalmente allo sviluppo di Final Fantasy: The Spirits Within e lasciando la direzione di Final Fantasy VIII a Yoshinori Kitase. A Shinji Hashimoto è stato affidato il ruolo di produttore del gioco al posto di Sakaguchi, mentre il sistema di gioco e quello di combattimento sono stati sviluppati rispettivamente da Kitase e Hiroyuki Itō. Una delle difficoltà incontrate durante lo sviluppo è stata quella di avere tre personaggi in tempo reale che esploravano lo stesso ambiente contemporaneamente. Il gioco di carte Triple Triad è stato ideato e implementato dal programmatore Kentarow Yasui. L'idea del mini-gioco è stata tratta dalle figurine, molto popolari in certe zone del Giappone. Il Triple Triad era stato pensato per mantenere alto l'interesse del giocatore durante le lunghi sessioni di gioco senza scene d'intermezzo. Inizialmente l'idea era semplicemente quella di collezionare le carte, ma Yasui aveva considerato tale sistema troppo disconnesso dal gioco principale ed ha "insistito" per inserire un'abilità che permettesse di trasformare le carte in oggetti. Il costo di sviluppo complessivo si è aggirato intorno ai ¥ 3 miliardi. Il team di sviluppo consisteva in circa 180 persone.

### Visual design
Fin dall'inizio, Kitase era certo di volere combinazione tematica di fantasia e realismo. A tal proposito, ha puntato a inserire un cast di personaggi che sembrassero persone ordinarie. Il character designer e direttore della resa grafica dei combattimenti Tetsuya Nomura e il direttore artistico Yusuke Naora si sono sforzati di trasmettere questa impressione introducendo personaggi dalle proporzioni realistiche — un allontanamento dallo stile super deformed adottato per i capitoli precedenti della serie. Inoltre, Naora ha voluto incrementare il realismo del mondo di gioco attraverso effetti luminosi molto accesi e ombre generate adeguatamente. Altri elementi aggiunti a tale scopo sono le automobili a noleggio per spostarsi nel mondo di gioco e l'utilizzo della motion capture per rendere i movimenti dei personaggi più naturali durante le FMV. Le sequenze di FMV sono state create da un gruppo di circa 35 persone e ammontano a oltre un'ora di sequenze filmate, 20 minuti in più rispetto alle FMV di Final Fantasy VII. Per dare maggiore realismo ai movimenti dei personaggi è stata sfruttata la motion capture, ma il team di sviluppo ha comunque preferito ricorrere all'animazione manuale rispetto all'uso eccessivo di motion capture. Una delle più grandi sfide era costituita dai progressi tecnologici compiuti dall'uscita di Final Fantasy VII, nonché la ricerca di personaggi più realistici. Uno dei problemi più grandi con le scene d'intermezzo era quello di dover muovere i modelli dei personaggi in tempo reale attraverso l'ambientazione e all'interno di una FMV.
In un'intervista con Famitsū, Naora ha dichiarato che il gioco era stato generalmente ideato per essere un "Final Fantasy luminoso, fresco". La ragione principale era dovuta al fatto che il team aveva già avuto a che fare con atmosfere più scure e "strane" con Final Fantasy VII. Gli sviluppatori avevano sentito il bisogno di fare un cambio di rotta rispetto ai precedenti titoli della serie, la quale aveva un senso di "luce che emerge dall'oscurità". Tale decisione è stata facile da prendere per gli sviluppatori, dal momento che molti di essi avevano già lavorato a Final Fantasy VII e concordavano sul muoversi in una direzione diversa. La progettazione del mondo di gioco è stata fatta inoltre con la consapevolezza che molti membri del team di sviluppo avevano adesso familiarità con la computer grafica, a differenza dei tempi di Final Fantasy VII. Gli sviluppatori, inoltre, con Final Fantasy VIII hanno puntato a "mescolare futuro, vita reale e fantasia". Dal momento che Kitase voleva dare al gioco un'atmosfera straniera, alle ambientazioni sono stati conferiti diversi stili di popolare provenienza internazionale, pur mantenendo un'atmosfera fantasy. Tra le ispirazioni prese possiamo trovare elementi dell'Antico Egitto, l'architettura greca, la città di Parigi, l'Italia, fino a un'idealizzata società europea futuristica. Ad alcune fazioni sono anche state date delle bandiere, il cui stile è basato sulla storia e sulla cultura del paese.
Per mantenere un'atmosfera straniera, i personaggi del gioco sono stati progettati per avere un aspetto prevalentemente europeo. Il primo personaggio di Final Fantasy VIII ad essere creato è stato Squall. Nel tentativo di dare a Squall una certa unicità e di enfatizzare il suo ruolo di personaggio centrale, Nomura gli ha conferito una vistosa cicatrice sul volto. Dal momento che non era ancora stata scritta una storia dettagliata per il personaggio, Nomura ha lasciato la giustificazione della cicatrice di Squall nelle mani dello scenario writer Kazushige Nojima. A Squall è stata affidata una "gunblade", un ibrido inventato tra una spada e un revolver, usata principalmente come spada e dotata di una funzione aggiuntiva per fare dei danni ulteriori sfruttando il suo meccanismo d'arma da fuoco, e stimolando la vibrazione del controller. Il suo character design è stato completato da parte di Nomura aggiungendo un rivestito di pelliccia attorno al colletto della sua giacca, una sfida in più per gli sviluppatori delle sequenze FMV. In aggiunta, Nomura ha implementato alcuni design ideati per i Final Fantasy precedenti ma mai utilizzati, ovvero i progetti per Edea, Fujin e Raijin. Gli ultimi due erano stati ideati per Final Fantasy VII, ma con l'introduzione dei Turks nel gioco i personaggi di Fujin e Raijin non erano sembrati necessari. Nomura aveva ideato il personaggio di Edea prima dello sviluppo di Final Fantasy VII, sulla base dello stile di Yoshitaka Amano. Riguardo ai Guardian Force, Nomura ha pensato che dovessero essere delle creature uniche, senza vestiti o altre caratterizzazioni umane. Questo era problematico, dal momento che non voleva che "diventassero dei veri e propri mostri", quindi ha posto grande cura nella loro progettazione. Leviathan è stato il primo Guardian Force, creato inizialmente per un test e inserito in una demo di gioco. Dopo aver ricevuto dei commenti positivi a proposito, Nomura ha deciso di sviluppare i rimanenti GF in modo simile.

### Sviluppo della storia
La trama di Final Fantasy VIII è stata scritta da Kitase, mentre le storie di ciascun personaggio sono state ideate da Nomura e la sceneggiatura è stata curata da Nojima. Durante la fase di pre-produzione, Nomura aveva suggerito di dare al gioco un'atmosfera da "giorni di scuola". Nojima aveva già in mente una storia in cui i personaggi avessero la stessa età; le loro idee si sono fuse per dare vita al concetto di "Garden", delle accademie militari. Nojima aveva previsto di rendere i due gruppi di personaggi controllati dal giocatore (il gruppo di Squall nel presente e quello guidato da Laguna nel passato) fortemente in contrasto l'uno con l'altro. L'idea è stata implementata fornendo al gruppo di Laguna una maggiore età ed esperienza, mentre il team di Squall risulta più giovane ed ingenuo. Nojima ha spiegato che le dinamiche dei rapporti tra il giocatore e il protagonista sono molto importanti per lui. Sia Final Fantasy VII che Final Fantasy VIII sono caratterizzati da protagonisti taciturni e riservati, rispettivamente Cloud Strife e Squall. Nel caso di Final Fantasy VIII, tuttavia, Nojima ha lavorato per dare al giocatore la possibilità di capire cosa stesse pensando il personaggio; un diretto contrasto con Final Fantasy VII, in cui il giocatore era incoraggiato a speculare sullo stato d'animo del protagonista.

### Altri media e ripubblicazioni
Nel marzo 1999, un mese dopo l'uscita del gioco, è stato pubblicato Final Fantasy VIII Ultimania, un libro contenente una dettagliata guida di Final Fantasy VIII e interviste con gli sviluppatori. Nel novembre 1999 è stato pubblicato un libro di origami ispirato a Final Fantasy VIII. Il 2 settembre 1999, è stato pubblicato un CD-ROM chiamato Final Fantasy VIII Desktop Accessories che contiene icone per il desktop, wallpaper per computer, screensaver e un'applicazione di posta elettronica; comprende inoltre una versione separata del gioco di carte Triple Triad, che permette ai giocatori di sfidarsi l'un l'altro in una rete locale.
Inoltre, sempre nel 1999, la scena della sala da ballo in Final Fantasy VIII è stata inserita in una tech demo per PlayStation 2. Nel 2000, è stata pubblicata una versione PC per Windows. Questo porting include una grafica più dettagliata, una resa audio migliorata e l'introduzione di Chocobo World, un mini-gioco in cui è possibile controllare Boko, un Chocobo presente in una delle missioni secondarie di Final Fantasy VIII. Per i giocatori in Europa e Nord America, la versione PC rappresentava l'unico modo per giocare a Chocobo World, dal momento che il gioco era stato inizialmente pensato per essere giocato tramite PocketStation, una console portatile mai distribuita al di fuori del Giappone. Nel 2009, Final Fantasy VIII è stato aggiunto al PlayStation Store sul PlayStation Network.
Il 18 dicembre 2012, il gioco è stato ripubblicato come parte del pacchetto giapponese Final Fantasy 25th Anniversary Ultimate Box. Il 17 maggio 2013 è stata annunciata una versione per PC rimasterizzata, pubblicata su Steam il 5 dicembre dello stesso anno.

## Colonna sonora

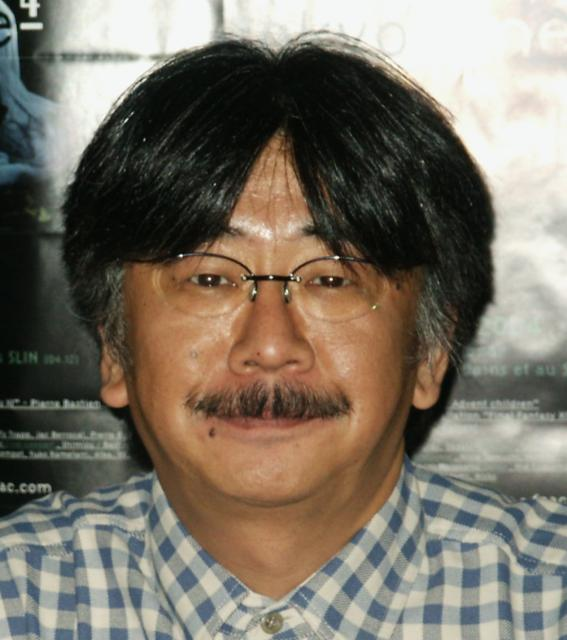
Nobuo Uematsu, storico compositore della serie Final Fantasy

La colonna sonora di Final Fantasy VIII è stata composta da Nobuo Uematsu, storico compositore della serie Final Fantasy. Uematsu ha cercato di scrivere le musiche di gioco sulla base del contesto emotivo in cui esse si vengono sentite durante il gioco, asserendo che riuscire a esprimere le emozioni che desidera è più importante di migliorare le proprie abilità: "Penso che sarebbe un peccato se non potessimo piangere mentre giochiamo ai nostri stessi giochi". In risposta a una domanda di IGN, che aveva sottolineato quanto la colonna sonora di Final Fantasy VIII fosse dark e forse influenzata dalla storia del gioco, Uematsu ha dichiarato che "l'atmosfera della musica varia in base alla trama, ovviamente, ma è anche mia intenzione inserire vari tipi di musiche in un solo gioco". L'assenza di temi dedicati ai singoli personaggi, presenti invece nei due capitoli precedenti, è dovuta al fatto che Uematsu aveva trovato quei temi in Final Fantasy VI e Final Fantasy VII poco efficaci. Uematsu concorda che sia giusto inserire dei temi per ciascun personaggio se ogni personaggio ha un "momento di spicco" durante il gioco, ma ha ritenuto che Final Fantasy VIII si concentrasse su Squall Leonhart e Rinoa Heartilly solo come una coppia, da cui la nascita del brano Eyes on Me.
La colonna sonora originale è stata pubblicata in quattro compact disc da DigiCube il 10 marzo 1999 in Giappone, mentre in Nord America è stata pubblicata come Final Fantasy VIII Music Collection da parte di Square EA nel gennaio 2000. È stata ripubblicata in tutto il mondo da Square Enix il 10 maggio 2004. Il 19 novembre 1999, DigiCube ha distribuito un album di arrangiamenti per orchestra di alcune tracce del gioco sotto il nome di  Fithos Lusec Wecos Vinosec Final Fantasy VIII, in seguito pubblicato da Square Enix il 22 luglio 2004. I brani sono stati arrangiati e condotti da Shirō Hamaguchi per un'orchestra dal vivo. Il 21 gennaio 2000 è stata distribuita da parte di DigiCube una raccolta di arrangiamenti per pianoforte eseguiti da Shinko Ogata chiamata Piano Collections: Final Fantasy VIII, poi ripubblicata da Square Enix il 22 luglio 2004.
La colonna sonora del gioco è nota soprattutto per due brani: Liberi Fatali, un brano corale in latino che viene eseguito durante l'introduzione del gioco, e Eyes On Me, una canzone pop che funge da tema principale del gioco ed è interpretata dalla cantante cinese Faye Wong. Verso la fine della produzione di Final Fantasy VII, gli sviluppatori suggerirono di utilizzare un cantante, ma l'idea venne abbandonata per mancanza di una giustificazione basata sui temi e sulla storia del gioco. Tuttavia, Nobuo Uematsu riteneva che una ballata sarebbe stata adatta ad accompagnare i temi e i personaggi di Final Fantasy VIII. Gli sviluppatori cominciarono quindi a suggerire diversi artisti, decidendo alla fine di scegliere Wong. Uematsu afferma che "la sua voce e il suo animo sembrano combaciare perfettamente con la mia immagine della canzone", e che la sua etnicità "si adatta all'immagine internazionale di Final Fantasy". Eyes On Me è stata registrata con un'orchestra ad Hong Kong. La canzone è stata pubblicata in Giappone come CD singolo ed ha venduto oltre 400.000 copie, stabilendo il record di vendite per un disco di musica per videogiochi mai pubblicato in Giappone fino ad allora. Liberi Fatali è stata anche utilizzata durante l'evento di nuoto sincronizzato femminile ai Giochi olimpici estivi del 2004 ad Atene.
Le musiche di Final Fantasy VIII sono state eseguite durante numerosi concerti ufficiali di Final Fantasy. Tra di essi ci sono: il concerto del 2002 20020220 Music from FINAL FANTASY, in cui la Tokyo Philharmonic Orchestra ha eseguito Liberi Fatali, Don't Be Afraid, Love Grows e The Man with the Machine Gun; la serie dei Tour de Japon del 2004, in cui è comparso il brano The Oath; la serie Dear Friends, iniziata lo stesso anno, ha incluso Liberi Fatali e Love Grows; il concerto More Friends del 2005, in cui è stato eseguito Maybe I'm a Lion. Altri concerti più recenti includono Voices – Music from Final Fantasy (2006), dove sono stati eseguiti i brani Liberi Fatali, Fisherman's Horizon e Eyes On Me, nonché la serie di tour internazionali Distant Worlds che continua tutt'oggi, dove sono stati eseguiti Liberi Fatali, Fisherman's Horizon, Man with the Machine Gun e Love Grows. Molti di questi concerti hanno dato vita ad album dal vivo. Alcune musiche del gioco sono state eseguite anche in concerti non specifici sulla serie Final Fantasy, come il tour mondiale di PLAY! A Video Game Symphony cominciato nel 2006, per il quale Nobuo Uematsu ha composto la fanfara iniziale che accompagna ogni esibizione.

## Accoglienza
Il gioco è stato accolto perlopiù positivamente dalla critica, che ne ha lodato l'originalità e l'estetica pur criticandone alcuni aspetti della modalità di gioco. È stato votato come 22º miglior gioco di sempre nel 2006 dalla rivista giapponese Famitsū. Il gioco è stato un successo commerciale; 13 settimane dopo la sua uscita, Final Fantasy VIII ha ricavato oltre 50 milioni di dollari dalle vendite, rendendolo il Final Fantasy venduto più velocemente prima dell'uscita di Final Fantasy XIII (un titolo multipiattaforma). 
A dicembre 2013 il gioco ha venduto oltre 8.150.000 copie in tutto il mondo ed è il secondo Final Fantasy per volume di vendite, dietro a Final Fantasy VII.
La rivista Play Generation lo classificò come uno dei quattro migliori titoli con una strega per protagonista.